# USS Heyliger (DE-510)
USS Heyliger (DE-510) là một tàu hộ tống khu trục lớp John C. Butler từng phục vụ cùng Hải quân Hoa Kỳ trong Chiến tranh Thế giới thứ hai. Nó là chiếc tàu chiến duy nhất của Hải quân Hoa Kỳ được đặt cái tên này, theo tên Binh nhất Thủy quân Lục chiến George Heyliger (1919–1942), người từng phục vụ cùng Sư đoàn 1 Thủy quân Lục chiến, đã tử trận tại Guadalcanal vào ngày 9 tháng 10, 1942 và được truy tặng Huân chương Chữ thập Hải quân. Nó đã phục vụ trong suốt Thế chiến II, được cho ngừng hoạt động sau khi xung đột chấm dứt vào năm 1946, rồi được huy động trở lại để tiếp tục phục vụ trong giai đoạn Chiến tranh Lạnh từ năm 1951 đến năm 1958. Con tàu cuối cùng bị đánh chìm như một mục tiêu vào năm 1969.

## Thiết kế và chế tạo
Lớp John C. Butler được thiết kế nhằm đáp ứng nhu cầu một số lượng lớn nhưng rẻ tiền của một kiểu tàu hộ tống chống tàu ngầm để hộ tống các đoàn tàu vận tải vượt đại dương. Chúng có chiều dài chung 306 foot (93,3 m), mạn tàu rộng 36 foot 10 inch (11,2 m) và mớn nước 13 foot 4 inch (4,1 m), trọng lượng choán nước tiêu chuẩn 1.350 tấn Anh (1.372 t), và lên đến 1.745 tấn Anh (1.773 t) khi đầy tải, với một thủy thủ đoàn bao gồm 14 sĩ quan và 201 thủy thủ. Con tàu được vận hành bởi hai turbine hơi nước hộp số Westinghouse; hơi nước được cung cấp bởi hai nồi hơi "D" Express, tạo ra công suất 12.000 mã lực càng (8.900 kW) và cho phép đạt được tốc độ tối đa 24 hải lý trên giờ (44 km/h; 28 mph). Nó có tầm hoạt động 6.000 hải lý (11.000 km; 6.900 mi) ở tốc độ đường trường 12 hải lý trên giờ (22 km/h; 14 mph).
Dàn vũ khí chính bao gồm hai tháp pháo 5-inch/38 caliber đa dụng nòng đơn, được dẫn đường bởi hệ thống điều khiển hỏa lực Mark 51; vũ khí phòng không gồm hai khẩu đội Bofors 40 mm L/60 nòng đôi và mười khẩu Oerlikon 20 mm nòng đơn cũng được dẫn đường bởi hệ thống Mark 51. Ngoài ba ống phóng ngư lôi 21 inch (533 mm), vũ khí chống ngầm bao gồm hai đường ray thả mìn sâu, tám máy phóng mìn sâu K-gun cùng một dàn súng cối chống ngầm Hedgehog. Con tàu được trang bị sonar kiểu QC, radar dò tìm mặt biển SL và radar dò tìm không trung SA.
Heyliger được đặt lườn tại xưởng tàu của hãng Federal Shipbuilding and Dry Dock Company ở Newark, New Jersey vào ngày 27 tháng 4, 1944. Nó được hạ thủy vào ngày 6 tháng 8, 1944, được đỡ đầu bởi bà Augusta Foss, mẹ của Binh nhất Heyliger, và được cho nhập biên chế cùng Hải quân Hoa Kỳ vào ngày 24 tháng 3, 1945 dưới quyền chỉ huy của Hạm trưởng, Thiếu tá Hải quân Arthur F. Chace Jr.

## Lịch sử hoạt động

### Thế Chiến II
Sau khi hoàn tất việc chạy thử máy huấn luyện tại vùng biển Caribe và sửa chữa sau chạy thử máy, Heyliger chuẩn bị để được điều động sang khu vực Mặt trận Thái Bình Dương. Nó khởi hành từ Norfolk, Virginia vào ngày 25 tháng 5, 1945, băng qua kênh đào Panama và ghé qua San Diego, California trước khi đi đến Trân Châu Cảng vào ngày 19 tháng 6. Con tàu dành thêm sáu tuần lễ để thực hành huấn luyện tại vùng biển Hawaii trước khi lên đường đi Guam vào ngày 14 tháng 8, đúng vào lúc Nhật Bản chấp nhận đầu hàng giúp chấm dứt vĩnh viễn cuộc xung đột.
Đi đến Guam vào ngày 30 tháng 8, Heyliger tiếp tục hướng sang đảo Rota thuộc quần đảo Mariana, nơi nó hỗ trợ cho Đại tá Thủy quân Lục chiến H. H. Stent tiếp nhận sự đầu hàng của lực lượng Nhật Bản trú đóng vào ngày 2 tháng 9. Sau đó từ ngày 19 tháng 9 đến ngày 21 tháng 10, con tàu hoạt động tại khu vực quần đảo Caroline để tìm kiếm nhân sự Đồng Minh bị thất lạc hay binh lính Nhật Bản còn sót lại trên các đảo, rồi hoạt động tìm kiếm và giải cứu trước khi quay trở về Hoa Kỳ vào ngày 22 tháng 1, 1946. Nó được cho xuất biên chế tại Green Cove Springs, Florida vào ngày 20 tháng 6, 1946, được đưa về Hạm đội Dự bị Đại Tây Dương.

### 1951 - 1958
Sau khi cuộc Chiến tranh Triều Tiên bùng nổ vào tháng 6, 1950, Heyliger được cho tái biên chế trở lại tại Green Cove Springs vào ngày 28 tháng 3, 1951. Nó đi đến cảng nhà mới Brooklyn, New York, và từ đây chủ yếu hoạt động huấn luyện cho nhân sự thuộc Hải quân Dự bị Hoa Kỳ, đồng thời tham gia các đợt thực hành chiến thuật và cơ động hạm đội dọc theo bờ biển Hoa Kỳ và Canada cũng như tại vùng biển Caribe. Những chuyến đi thực hành huấn luyện dành cho học viên sĩ quan trong mùa Hè đã đưa nó sang vùng biển Châu Âu từ ngày 13 tháng 6 đến ngày 10 tháng 7, 1953 và từ ngày 17 tháng 6 đến ngày 15 tháng 7, 1955.
Heyliger được cho xuất biên chế lần sau cùng vào ngày 2 tháng 1, 1958, tiếp tục được đưa về Hạm đội Dự bị Đại Tây Dương, neo đậu tại Bayonne, New Jersey, rồi sau đó được chuyển đến Philadelphia, Pennsylvania. Tên nó được cho rút khỏi danh sách Đăng bạ Hải quân vào ngày 1 tháng 5, 1966, và con tàu bị đánh chìm như một mục tiêu vào năm 1969.

## Phần thưởng
Nguồn: Navsource Naval History
|  |  |  |
|  |  |  |

| Huân chương Chiến dịch Hoa Kỳ                 |                                      |                                       |
| Huân chương Chiến dịch Châu Á-Thái Bình Dương | Huân chương Chiến thắng Thế Chiến II | Huân chương Phục vụ Phòng vệ Quốc gia |